# Chorisoneura barbadensis
Chorisoneura barbadensis är en kackerlacksart som beskrevs av Rehn, J. A. G. och Morgan Hebard 1927. Chorisoneura barbadensis ingår i släktet Chorisoneura och familjen småkackerlackor. Inga underarter finns listade i Catalogue of Life.